# Тимченко Євген Костянтинович
Євге́н Костянти́нович Тимче́нко (псевдонім — Богун; 27 жовтня 1866, Полтава — 22 травня 1948, Київ) — український мовознавець-україніст, спеціаліст із санскриту, порівняльного мовознавства, поліглот (знав французьку, німецьку, англійську та італійську мови), перекладач (Метерлінк, Мопассан, Байрон та інші), академік АН УРСР, член-кореспондент AH CPCP (з 1929 року).
Автор праць із фонетики, граматики, лексики, лексикографії, діалектології та історії української мови, автор підручників, загалом понад ста праць (деякі з них ще й досі не опубліковані, окремі мають сучасні передруки). Автор першого перекладу фінського епосу «Калевала» українською мовою.
Активний член Братства тарасівців, дійсний член НТШ, член Київської Старої Громади (1918–1932), професор Київського університету й ІНО, з 1918 року — голова Постійної Комісії для складання історичного словника української мови УАН. Учасник правописної конференції 1927 року.
Дмитро Павличко у передмові до видання «Калевали» в перекладі Євгена Тимченка зауважить:
| Євген Тимченко духовно і фізично належить до плеяди найкращих українських інтелігентів, що їх розтоптала комуністична система. |

## Життєпис
Народився 27 жовтня 1866 року в Полтаві в родині службовця. У 1889—1890 роках навчався в Петербурзькому університеті як вільний слухач. У 1891—1893 роках працював у державних установах Києва і Чернігова, в редакції «Киевской старины», в бібліотеці Київського університету. 1910 року закінчив історико-філологічний факультет Київського університету. Викладав російську мову в середніх навчальних закладах та Вищих жіночих курсах, магістр російської мови та словесності. Працював у редакції часопису «Киевская старина».
У 1914—1915 роках, після захисту дисертації, викладав у Варшавському університеті. 1916 року евакуювався до Ростова, де організував товариство «Просвіта».
1918 року делегований до Центральної Ради як представник «Просвіти». Брав участь у заснуванні Української академії наук. У 1918—1932 роках обіймав посаду професора Київського університету. У 1919—1930 роках працював головою Комісії для складання історичного словника української мови ВУАН, водночас був заступником голови соціально-економічного відділу Інституту української наукової мови ВУАН. У 1925—1928 роках член Комісії для впорядкування українського правопису при Наркомосі України. У 1930—1933 роках працював у відділі історії української мови Інституту мовознавства ВУАН. Звільнений за сфабрикованим звинуваченням про «участь у контрреволюційній діяльності СВУ».
1938 року безпідставно заарештований органами НКВС. Належність до контрреволюційної організації заперечив, але визнав свої «націоналістичні» погляди. 1939 року засуджений на 5 років заслання до Красноярського краю. 1943 року повернувся до Києва і старанням Максима Рильського та Леоніда Булаховського був прийнятий на попереднє місце роботи. З 1944 року працював старшим науковим співробітником Інституту мовознавства АН УРСР. Тривалий час не мав можливості опублікувати свої праці через заборону з боку радянської цензури (лише 1948 року посмертно з'явилася його стаття «Одна діалектна особливість вживання морфеми ся»).
Помер 22 травня 1948 року.

## Наукова і творча діяльність
У питаннях сучасної літературної мови представник архаїзаторсько-етнографічної школи, що орієнтувалася на самобутність розвитку мови в дусі відповідно пересіяних діалектних записів, а в історії мови — молодограматиком.
Виступав проти гіпотези про прасхідньослов'янську мову («Слов'янська одність і становище української мови в слов'янській родині» [Архівовано 27 січня 2018 у Wayback Machine.] // журнал «Україна», 1924). Пропонував увести до української абетки літери s (замість дз), z (замість дж) та j (замість й, зокрема в є, ї, ю, я) Євген Тимченко. Desiderata в справі нашого правопису. — Історія українського правопису. XVI—XX ст. — Київ, 2004. Харківська правописна конференція підтримала ідею щодо s та z , проте після того, як ЦК КП(б)У на чолі з Лазарем Кагановичем засудив впровадження нових літер, конференція анулювала своє рішення.
Разом з Володимиром Науменком та іншими співробітниками журналу «Киевская старина» уклав тлумачний словник української мови, який після остаточної редакції Бориса Грінченка став відомий як «Словник Грінченка».
Твором життя Тимченка є «Історичний словник українського язика (XIV—XVIII ст.)». Тимченко склав його прототип на поч. ХХ ст. і він мав бути виданий як додаток до «Словаря української мови» Б.Грінченка (1907–1909), але перший том (А–Ж) в дуже поширеній версії при співпраці Е.Волошина, К. Лазаревської та Г.Петренка вийшов лише у 1930–1932 роках. Розгром української культури в УСРР припинив працю над словником, черговий випуск знищений у друкарні. Картки для дальших випусків зберігаються в Інституті мовознавства в Києві.
Перекладав карельсько-фінський і естонський народні епоси («Калевала», Львів, 1901, «Калевіпоег» — частково) і з французької мови (Мопассан, Метерлінк, Гюґо).

## Вибрані праці
- Еліас Леннрот. Ораторія КАЛЕВАЛА. 50 рун Євген Тимченко Львів, [НТШ], 1901, 361 сторінка.

### Монографії[Архівовано20 грудня 2016 уWayback Machine.]
- «Причинки до української діалектології» (К., 1908).
- «Функции генетива в южнорусской языковой области» [Архівовано 7 грудня 2016 у Wayback Machine.] (Варшава, 1913)
- «Льокатив в українській мові» [Архівовано 20 грудня 2016 у Wayback Machine.] (К., 1925).
- «Номінатив і датив в українській мові» [Архівовано 20 грудня 2016 у Wayback Machine.] (К., 1925).
- «Вокатив і інструменталь в українській мові» [Архівовано 20 грудня 2016 у Wayback Machine.] (К, 1926).
- «Акузатив в українській мові» [Архівовано 20 грудня 2016 у Wayback Machine.] (К., 1928).
- Відмінки іменників української мови: студії Євгена Тимченка 1913—1928 років / Ред. М. Г. Железняк, О. С. Іщенко, С. Ю. Бортник, Р. М. Кушнір, М. І. Мельник, М. І. Степаненко, Я. С. Яцків. Київ: Інститут енциклопедичних досліджень НАН України, 2022. doi:10.37068/b/9789660299610 [репринтне видання].

### Словники
- Словник Грінченка (у співавторстві)
- Русско-малорусский словарь. (2 тт., 1897–1899).
- Русско-малорусский словарь. Т. 1 (А–О). 1897.
- «Історичний словник українського язика» (Т. 1, — Т. 2; Х.-К., 1930—1932; перевидано 1985).
- «Матеріали до словника писемної та книжної української мови XV—XVIII ст.» (У 2 кн.; К., 2002). — Кн. 1. А-Н, — Кн. 2. О-Я.

### Підручники
- «Українська граматика» [Архівовано 19 лютого 2018 у Wayback Machine.] (К., 1907, 1917, 1918).
- «Українська граматика для шкіл середніх» (1918)
- «Українська граматика для ІІІ і IV кляси шкіл середніх» (1918)
- «Курс історії українського язика. Вступ і фонетика» [Архівовано 9 липня 2021 у Wayback Machine.] (К., 1927; 2-е вид. 1930).

### Статті
- Програма до збирання діалектичних одмін української мови (1910, у співпраці з К.Михальчуком)
- Мірза-Авакянц — «Читанка з історії України», ч. 1, вип. 1 (1922)
- О. Колесса — Південно-волинське городище і городиські рукописні памятники XII—XVI в. (1923)
- Вказівки, як записувати діалектичні матеріали на укр. язиковім обширі (1925)
- Рід в українській мові // Збірник історично-філологічного відділу ВУАН. — № 76-б, ч. 2. — 1928. — С. 125—138;
- Пам'яті Бориса Михайловича Ляпунова // Наукові записки Інституту мовознавства АН УРСР. — Т. 2-3. — 1946. — С. 242—248;
- Одна діалектна особливість вживання морфеми -ся // Наукові записки Інституту мовознавства АН УРСР. — Т. 6. — 1948. — С. 74-75;